# レンアイ漫画家
『レンアイ漫画家』（レンアイまんがか）は、原案・企画：西田大輔（AND ENDLESS）、山崎紗也夏による日本の漫画作品、およびそれを原作とするテレビドラマ。『モーニング』（講談社）にて、2011年4・5合併号から2012年7号まで連載された。

## あらすじ
葬儀屋・あかり葬祭に勤める久遠あいこは、学生時代の憧れの先輩であった純の葬儀で、彼の兄・清美や彼の息子・レンと出会う。あいこはお節介で、レンの叔父にあたる清美に身寄りのなくなってしまったレンを引き取るよう願ったところ、「オレの下僕になれ！」という交換条件を突きつけられる。

## 登場人物
久遠 あいこ（くおん あいこ）
本作の主人公。葬儀屋「あかり葬祭」に勤める22歳。
苅部 清美（かりべ きよみ）
『少女モーニング』で『銀河天使』を連載する漫画家・苅部眞理子の正体。男性漫画家。他人を見下す。
向後（こうご）
苅部眞理子の担当編集の男性。
苅部 純（かりべ じゅん）
レンの父親。清美の弟。あいこの学生時代の憧れの先輩。故人。
苅部 レン（かりべ レン）
純の息子。父親が亡くなったため、清美に引き取られる。無愛想な性格。

## 書誌情報
- 原案協力：西田大輔（AND ENDLESS）・山崎紗也夏『レンアイ漫画家』 講談社〈モーニングKC〉、全5巻
  1. 2011年04月22日発売[3]、ISBN 978-4-06-372997-9
  2. 2011年07月22日発売[4]、ISBN 978-4-06-387028-2
  3. 2011年10月21日発売[5]、ISBN 978-4-06-387052-7
  4. 2012年01月23日発売[6]、ISBN 978-4-06-387081-7
  5. 2012年03月23日発売[7]、ISBN 978-4-06-387095-4

## テレビドラマ
2021年4月8日から6月17日まで、フジテレビ系「木曜劇場」枠にて放送された。主演は本作が民放連ドラ単独初主演となる鈴木亮平。
鈴木が同局系のドラマに出演するのは、2011年7月期の『全開ガール』以来10年ぶり。
原作漫画では主人公は葬儀屋の従業員・久遠あいこであるが、テレビドラマ化するにあたり、原作者了承のもと、原作漫画の主要人物であった漫画家・苅部清美を刈部清一郎に名前を変更した上、主人公に置き換えて物語が再構築されている。

### キャスト

#### 主要人物
刈部清一郎（かりべ せいいちろう）〈33〉
演 - 鈴木亮平（青年期：松大航也）
本作の主人公。「刈部まりあ」のペンネームで少女漫画『銀河天使』を連載している。
顔出しNGでプライベートを隠している。行き詰まった漫画のネタにするため、高額な報酬を対価にあいこに疑似恋愛ミッションを課す。
久遠あいこ（くおん あいこ）〈29〉
演 - 吉岡里帆（高校時代：若柳琴子）
本作のヒロイン。夢無し、彼氏無し、仕事無しのアラサー女子。
運命の「人生の相方」を探しているが、これまでDVや束縛など、何かしら問題のある男性としか交際したことがないダメンズホイホイ。初恋の人・純の葬儀で清一郎やレンと出会う。

#### 清一郎の親族
刈部レン（かりべ レン）〈9〉
演 - 岩田琉聖
清一郎の甥。純の遺児。
シングルファーザーの純に育てられたが、父も亡くし清一郎に引き取られる。
刈部純（かりべ じゅん）〈享年31〉
演 - 白石隼也（高校時代：奥平大兼）
清一郎の弟。あいこの初恋の人。故人。レンを男手ひとつで育ててきたシングルファーザー。
超が付くほどの女好きで、あいこやレンに「魅力的な女の子が多すぎる」と語っていた。高校時代にあいこから5回告白され、ちょうど彼女がいなかったという理由で5回目の告白で交際したが、長くは続かなかった。

#### 少女モーニング
清一郎が少女漫画『銀河天使』を連載する談央出版の漫画雑誌。
向後達也（こうご たつや）〈42〉
演 - 片岡愛之助
清一郎の担当編集。漫画家・刈部まりあの正体を出版社内で唯一知る人物。元ラガーマンでスポーツ誌から少女漫画誌に異動した経歴を持つ。
清一郎の漫画のネタとなることから、あいこが疑似恋愛ミッションのターゲットを確実に落とすために徹底的なリサーチを行い、的確なアドバイスを与える。四十肩を患っている。
金條可憐（きんじょう かれん）〈32〉
演 - 木南晴夏
清一郎の後輩漫画家。清一郎（刈部まりあ）を尊敬しており、顔出しNGの刈部まりあの正体を探っている。
あいこの姉・るりこのことを刈部まりあと勘違いする。
田中みのり（たなか みのり）
演 - 平塚日菜
金城可憐のアシスタント。
山田編集長（やまだ - ）
演 - 林和義
編集長。

#### その他
二階堂藤悟（にかいどう とうご）〈22〉
演 - 眞栄田郷敦
あいこ行きつけのカフェバー「2STORY CAFE」の店長代理。由奈という交際相手がいながら、あいこに気がある。
伊藤由奈（いとう ゆな）〈21〉
演 - 小西桜子
「2STORY CAFE」のウェイトレス。二階堂と交際している。
金條麻央（きんじょう まお）〈9〉
演 - 星乃あんな
可憐の姪。レンの同級生。
早瀬剛（はやせ つよし）〈29〉
演 - 竜星涼
一流企業勤務のエリートサラリーマン。あいこの疑似恋愛ミッションのターゲット。元ラガーマンで向後の大学ラグビー部の後輩。
ミッション終了であいこにフラれた後も、彼女のことが気になり後を付け回しストーカーと化していた。
秋山美波（あきやま みなみ）
演 - 内田理央（高校時代：松永有紗）（第7話 - ）
レンの実母。純の離婚した妻。清一郎には母親は亡くなったとその存在をひた隠しにされてきた。

#### ゲスト

##### 第1話
葬儀屋のおばあちゃん
演 - 松本海希
「あかり葬祭」の職員。

##### 第2話
大倉シンゴ（おおくら シンゴ）
演 - 稲葉友（第3話）
小学校教員。レンのクラス担任。あいこの疑似恋愛ミッションのターゲット。

##### 第3話
児童
演 - 中野遥斗、中川稜己、森美理愛、小熊萌凛
レンの同級生。麻央と「廃墟で幽霊が出る」「殺人事件があった」などと噂される清一郎の自宅を訪問し、清一郎に追い返される。
さくら荘の住人たち
演 - みなみ奈未、野田美桜
あいこの住むアパートの住人たち。シロアリ被害で倒壊する恐れがあり、アパートを解体するため退去しなければならないとあいこに伝える。
リサ
演 - 結那
大倉の彼女。あいこが大倉に女性の気持ちを代弁するようなアドバイスをしたことで大倉から大切な人と気付かれプロポーズされたことから、あいこに感謝の言葉を述べに現れる。

##### 第4話
八代貴之
演 - 坂東工
帰国子女で年収2000万円を誇るハイスペックな独身貴族。マッチングアプリであいこが疑似恋愛ミッションのターゲットとして探し出した相手。
自身が複数の女性と交際することは問題ないとする一方、水族館であいこが清一郎と一緒にいたところを交際していると勘違いし、それを認めないなど自分勝手な考えの持ち主で、あいこを見下したうえ罵倒し、暴力を振るおうとしたところを清一郎に制止される。

##### 第5話
緒方るりこ
演 - 観月ありさ
あいこの異父姉。あいことは12歳も年が離れており、母子家庭で働く母親に代わってあいこを育てた。
9年前、結婚してすぐに夫を亡くしている。酒癖が悪いが、清一郎があいこの交際相手でないことには気付いていた。

### スタッフ
- 原作 - 山崎紗也夏『レンアイ漫画家』（講談社モーニングKC刊）[9]
- 脚本 - 松田裕子[9]
- 音楽 - 末廣健一郎[9]
- 主題歌 - 佐藤千亜妃「カタワレ」（EMI Records）[29]
- オープニング曲 - BiSH「ZENSHiN ZENREi」（avex trax）[30]
- 演出 - 石川淳一、小林義則、淵上正人[9]
- 編成企画 - 佐藤未郷、江花松樹（フジテレビ）[9]
- プロデュース - 小林宙（共同テレビ）[9]
- 制作 - フジテレビ
- 制作著作 - 共テレ

### 放送日程
| 話数                                                                        | 放送日  | サブタイトル                                                           | 演出     | 視聴率 |
| --------------------------------------------------------------------------- | ------- | ---------------------------------------------------------------------- | -------- | ------ |
| 第1話                                                                       | 4月08日 | 恋愛ミッション始動! 愛を知らない天才恋愛漫画家と愛を知りたい迷える女子 | 石川淳一 | 6.5%   |
| 第2話                                                                       | 4月15日 | 美女と野獣! 次のお題はまさかの別れ!                                    | 石川淳一 | 5.1%   |
| 第3話                                                                       | 4月22日 | 鬼瓦の奇策… ギャル年下教師と禁断の恋                                   | 小林義則 | 4.8%   |
| 第4話                                                                       | 4月29日 | 変調きたす孤高生活 あざと可愛いで格差に挑め!                           | 淵上正人 | 5.7%   |
| 第5話                                                                       | 5月06日 | 最強の姉登場で二人は恋人に!? シン清一郎覚醒!?                          | 石川淳一 | 5.6%   |
| 第6話                                                                       | 5月13日 | まさかの二人にまさかのキュン展開! 男の戦い勃発!!                       | 小林義則 | 5.0%   |
| 第7話                                                                       | 5月20日 | 突如現れた魔性の母 恋愛漫画家が恋愛できなくなった理由…                 | 淵上正人 | 5.0%   |
| 第8話                                                                       | 5月27日 | 告白の行方… 魔性の母が再襲撃!! 疑似家族崩壊危機!?                      | 淵上正人 | 5.2%   |
| 第9話                                                                       | 6月03日 | キスのその後…                                                          | 石川淳一 | 5.4%   |
| 第10話                                                                      | 6月10日 | 恋するデート! だが幸せは作家を潰す…? 貫かれた愛のゆく先                | 小林義則 | 5.0%   |
| 最終話                                                                      | 6月17日 | 何が清一郎に起きたのか!? 不器用ピュアラブコメ ついに完結               | 石川淳一 | 5.8%   |
| 平均視聴率 5.4%（視聴率はビデオリサーチ調べ、関東地区・世帯・リアルタイム） |         |                                                                        |          |        |

- 第1話は22時 - 23時9分の15分拡大放送。

### スピンオフドラマ
『レンアイ格闘家』（レンアイかくとうか）のタイトルで、2021年4月8日より動画配信プラットフォーム「FOD」で独占配信。眞栄田郷敦が演じる二階堂と小西桜子が演じる伊藤を中心に、男女の恋愛観の違いをテーマにしたシットコムが展開される。

#### キャスト（スピンオフドラマ）
- 二階堂藤悟 - 眞栄田郷敦
- 伊藤由奈 - 小西桜子
- 早瀬剛 - 竜星涼
- 金條可憐 - 木南晴夏
- 向後達也 - 片岡愛之助

#### スタッフ（スピンオフドラマ）
- 脚本 - 皐月彩
- 演出 - 淵上正人、湯浅真、田中峰弥、大﨑翔、仙田晋之
- プロデュース - 小林宙、高橋眞智子
- 制作協力 - 共テレ
- 制作著作 - フジテレビ

#### 配信日程
| 各話 | 配信日  | サブタイトル           | 演出     |
| ---- | ------- | ---------------------- | -------- |
| #1   | 4月08日 | 壮絶な一夜の幕開け     | 淵上正人 |
| #2   | 4月15日 | 電卓女の襲来           | 淵上正人 |
| #3   | 4月22日 | 地獄の取り調べ室       | 田中峰弥 |
| #4   | 4月29日 | マッチングアプリの悲劇 | 仙田普之 |
| #5   | 5月06日 | 霊が取り憑く店         | 大崎翔   |
| #6   | 5月13日 | フリースタイル・カフェ | 湯浅真   |
| #7   | 5月20日 | 別れの大食い選手権     | 湯浅真   |
| #8   | 5月27日 | ダメ男弾劾裁判         | 大崎翔   |
| #9   | 6月03日 | 名探偵レン             | 淵上正人 |
| #10  | 6月10日 | 金條可憐、愛の説教     | 田中峰弥 |
| #11  | 6月17日 | 最後の契約             | 湯浅真   |

| フジテレビ系列 木曜劇場                   | フジテレビ系列 木曜劇場                   | フジテレビ系列 木曜劇場                  |
| 前番組                                    | 番組名                                    | 次番組                                   |
| ----------------------------------------- | ----------------------------------------- | ---------------------------------------- |
| 知ってるワイフ （2021年1月7日 - 3月18日） | レンアイ漫画家 （2021年4月8日 - 6月17日） | 推しの王子様 （2021年7月15日 - 9月23日） |